# 格蘭福特公園球場
格蘭福特公園（英語：Glanford Park）是位於英格蘭约克郡-亨伯單一管理區北林肯郡斯肯索普的足球運動場，現時是英冠球會斯坎索普联足球俱乐部的主場球場。格蘭福特公園於2010/11年球季是全英冠聯賽容量最小的球場。
格蘭福特公園於1988年揭幕，建築費用250萬英鎊，可以容納9,088名觀眾。它是自修安聯於1955年遷移到鲁特·霍尔球场（Roots Hall）後，33年來首次英格蘭足球隊搬遷到新建的專用球場。

## 歷史
斯肯索普原本在市中心唐卡斯特路（Doncaster Road）的「舊表演場」（Old Showground）作賽，於搬遷到格蘭福特公園後被拆卸，其後建成「Safeway超級市場」，於2004年再賣給「桑斯博里」（Sainsbury's）。
格蘭福特公園位於斯肯索普市外圍，近「M181高速公路」的起點。其名字源於當時出資的「格蘭福特自治市議會」（Glanford Borough Council），其後因北林肯郡成為單一管理區而被合併。當格蘭福特公園於1988年完成時，它是英格蘭近43年來首個新建的聯賽球場。球場於1988/89年球季展開時由亞歷山大郡主（Princess Alexandra）主持官式揭幕典禮。
在斯肯索普搬遷到格蘭福特公園首17個球季中，只有一季不是進行第四級聯賽，直到2005年升班第三級的英甲後，球隊維持在英甲或第二級的英冠中參賽。
格蘭福特公園的最高入場人數紀錄在2010年9月22日創出，共有9,077名觀眾進場觀看英格蘭聯賽盃對衛冕冠軍曼聯的賽事。

## 看台
東看台
東看台獲冠名贊助稱為「Grove Wharf Stand」，前稱「Country Chef Stand」，是場內最大的看台，全坐席供主場球迷入座，設有酒吧及食物店。
西看台
西看台獲冠名贊助稱為「Scunthorpe Telegraph Stand」，前稱「Evening Telegraph Stand」，是球場的主看台，設有行政廂房、球員通道及後備席，全坐席供主場球迷入座，亦作為家庭坐席，是較少被柱遮擋視野的看台。
北看台
北看台的名稱經常變更，球迷通常稱為「Doncaster Road End」或簡稱「Donny Road End」，現時獲冠名贊助稱為「ArcelorMittal Stand」，前稱「Study United FC Stand」及「Rainham Steel Stand」，位於球門後方，是場內唯一的立席階梯看台，供最嘈吵的主場球迷入座。由於英格蘭足球聯賽規定球隊在升班英冠三年後，立席看台須改為全坐席，於2009/10年球季後動工改裝。
南看台
南看台獲冠名贊助稱為「AMS Stand」，全坐席供作客球迷入座，最多可容1,678人，但如作客球迷眾多的賽事，可從西看台撥出部分供作客球迷入座。

## 未來發展
斯肯索普曾申請重建北看台成為三層新看台，內設會議及休閒設施，並將球場總容量增加至11,000人。重建計畫仍在探討中，亦有建議直接搬遷到新球場。如落實重建計畫，將會是格蘭福特公園自啟用後首個看台的重大重建工程，雖然較早前於2006年曾花費10萬英鎊在東看台下方增設食物店及洗手間。

## 外部連結
- 斯肯索普官網：格蘭福特公園
- footballgroundguide.com:Scunthorpe United （页面存档备份，存于）

53°35′12.21″N 0°41′42.96″W / 53.5867250°N 0.6952667°W